# Maurício de Oliveira Anastácio
Maurício de Oliveira Anastácio, mais conhecido como Maurício (Rio de Janeiro, 29 de setembro de 1962), é um ex-futebolista e treinador brasileiro que atuou como atacante.
É um dos ídolos do Botafogo, onde marcou um gol na final do Campeonato Carioca de 1989, que quebrou o jejum do alvinegro carioca de 21 anos sem títulos.

## Carreira
Deu seus primeiros passos no futebol no Bonsucesso, em 1975 e cinco anos depois estreou no profissional do clube, na vitória de 3x1 sobre o América-MG. O clube carioca chegou a emprestá-lo ao Guará, de Brasília, em 1982; Juventus de Rio do Sul (SC), em 1984, onde fez 9 gols em 12 jogos; e ao Internacional, em 1984, que considerou caro seu passe.
Foi vendido ao América, onde ficou de 1984 a 1986. Pelas suas grandes atuações no America foi sondado pelo Sporting Charleroi, da Bélgica, Sporting, de Portugal, Flamengo, Fluminense, mas se transferiu para o Botafogo.
Em 1987, foi campeão do Torneio Pré-Olímpico, na Bolívia. Pela Seleção Olímpica atuou em duas ocasiões, com uma vitória e um empate.
Em 1988, o ponta-direita alto e veloz foi emprestado ao Internacional. Chegou a disputar a camisa 7 com Heyder, ex-Bahia e Cruzeiro. Maurício foi o titular do time colorado vice-campeão brasileiro (o Bahia, de Bobô, foi o campeão). Foi um dos grandes personagens do Internacional, naquele que ficou conhecido como o Gre-Nal do Século.
No ano seguinte, retornou ao Botafogo e ajudou o título a conquistar o Campeonato Carioca, marcando o único gol da final. Sob o comando de Valdyr Espinosa, o Botafogo bateu o Flamengo com jogadores como Paulinho Criciúma, Mauro Galvão, Ricardo Cruz, Josimar e outros. Ao longo de suas duas passagens pelo Botafogo, de 1986 a 1988 e 1989 a 1990, disputou 67 partidas e marcou 15 gols.
Em 1990 se transferiu para o Celta, da Espanha, por 500 mil dólares. Fez alguns jogos e até foi titular em várias partidas, mas nunca se firmou. Lá foi campeão do Troféu Cidade de Vigo, um torneio regional. Maurício deixou o Celta de Vigo com 29 jogos e dois gols.
Em 1991, foi convocado para um amistoso entre a Seleção Brasileira e a Seleção Paraguaia, no dia 27 de fevereiro de 1991, que terminou empatado em 1 a 1. Mauricio entrou na partida aos 16 minutos do segundo tempo. A partida foi no Estádio Pedro Pedrossian, em Campo Grande. Maurício jogou com a camisa número 16.
Após uma temporada na Europa, retornou ao futebol gaúcho, desta vez para defender o Grêmio. Lá, atuou mais uma vez ao lado de Nilson. A dupla de ataque também jogou junta no ano seguinte, na Portuguesa.
Em 1992, Maurício teve mais uma passagem pelo Internacional, e já veterano vestiu as camisas do Hyundai, da Coréia do Sul, do Zico All Star, do Japão, do Londrina (PR), do XV de Piracicaba (SP) e mais uma vez da Portuguesa.
Em 2007, a diretoria do Botafogo prestou-lhe uma homenagem, criando uma camisa comemorativa, lançada no evento Feijão do Fogão 2007.

## Títulos
Bonsucesso
- Campeonato Carioca Série B - 1981

Botafogo
- Campeonato Carioca: 1989
- Taça Rio - 1989
- Troféu Cidade de Palma de Mallorca - 1988
- Torneio Pentagonal da Costa Rica - 1986

Celta de Vigo
- Troféu Cidade de Vigo: 1991

Internacional
- Campeonato Gaúcho: 1992[11]
- Copa do Brasil: 1992[11]

Ulsan Hyundai
- Korean League Cup - 1995

Londrina
- Campeonato Paranaense 2ª Divisão - 1997

Seleção Brasileira Olímpica
- Torneio Pré-Olímpico: 1987

### Prêmios individuais
- Lendas do Botafogo (FIFA): 2008[12]
- 14° Maior ídolo da História do Botafogo (O Globo): 2020[13]

## Política
Maurício foi candidato a vereador em Porto Alegre no pleito eleitoral de 2020. Concorreu pelo PSL, usando nas urnas o nome Maurício Campeão. Obteve apenas 147 votos.